# Hammond (Luisiana)
Hammond é uma cidade localizada no estado americano de Luisiana, na Paróquia de Tangipahoa.

## Demografia
Segundo o censo americano de 2000, a sua população era de 17.639 habitantes.
Em 2006, foi estimada uma população de 19.134, um aumento de 1495 (8.5%).

## Geografia
De acordo com o United States Census Bureau tem uma área de
33,0 km², dos quais 33,0 km² cobertos por terra e 0,0 km² cobertos por água. Hammond localiza-se a aproximadamente 16 m acima do nível do mar.

## Localidades na vizinhança
O diagrama seguinte representa as localidades num raio de 12 km ao redor de Hammond.